# Große Bergmoosratte

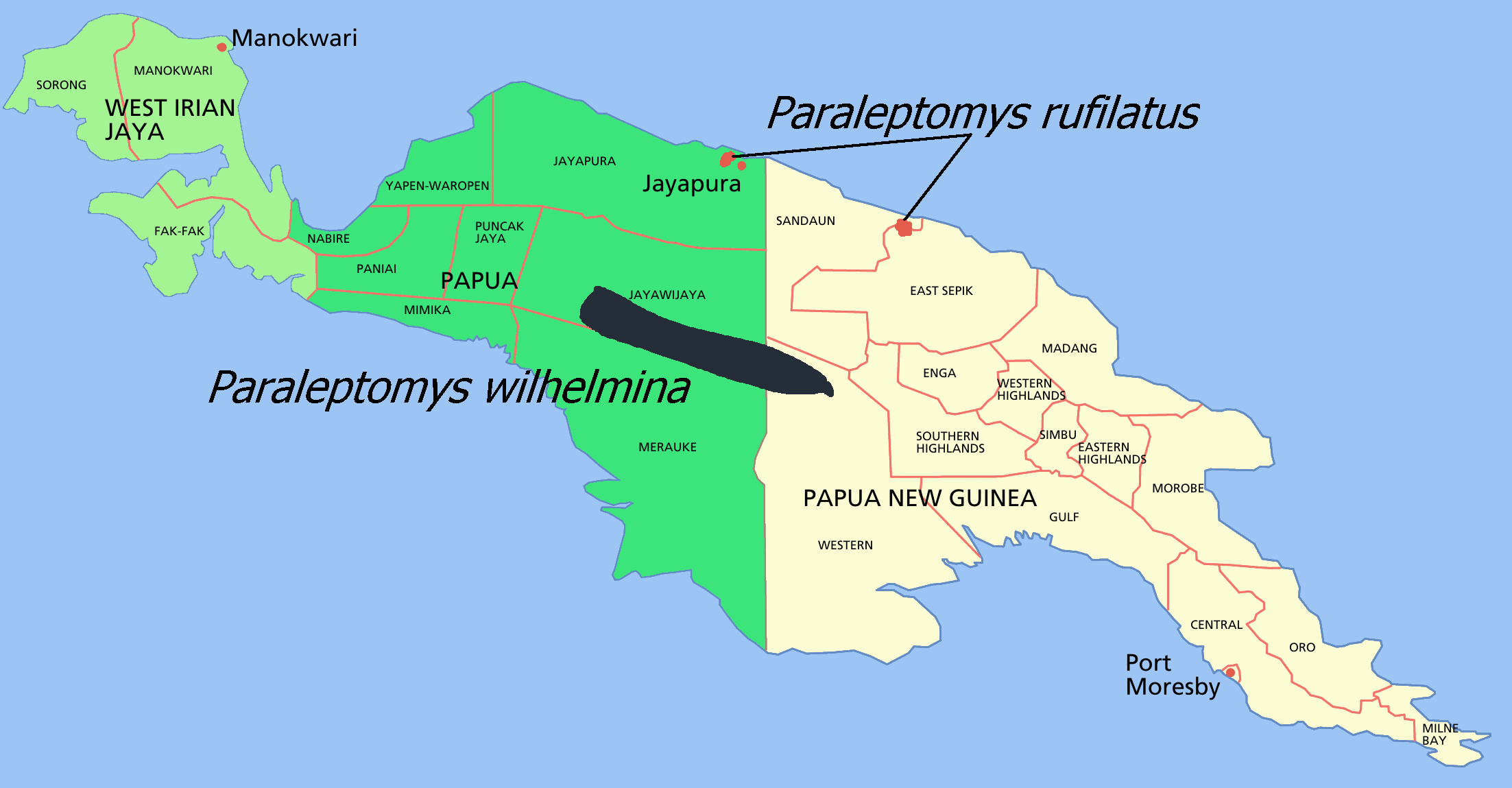
Verbreitungsgebiete der Kleinen (blau) und Großen Bergmoosratte (rot)

Die Große Bergmoosratte (Paraleptomys rufilatus) ist ein auf Neuguinea endemisches Nagetier in der Unterfamilie der Altweltmäuse. Sie bildet zusammen mit der Kleinen Bergmoosratte (Paraleptomys wilhelmina) die Gattung Neuguinea-Bergwasserratten.

## Merkmale
Wie der Name vermuten lässt, ist die Art mit einer Kopf-Rumpf-Länge von 118 bis 135 mm und einer Schwanzlänge von 127 bis 146 mm etwa größer sowie mit einem Gewicht von 54 bis 58 g deutlich schwerer als der andere Gattungsvertreter. Es kommen 30 bis 35 mm lange Hinterfüße und 17 bis 20 mm lange Ohren vor. Weitere Unterscheidungsmerkmale sind die weiße Kehle, die weiße Brust und die eher rotbraunen Flanken. Auf dem Rücken und auf der Oberseite des Kopfes ist dunkelbraunes Fell mit grauen Tönungen vorhanden und andere Bereiche der Unterseite sind hell graubraun. Zusätzlich ist der Schwanz in eine braune Oberseite und eine weiße Unterseite aufgeteilt. Die Füße haben nach außen hin eine graubraune Färbung und nach innen weiße Kanten. Pro Kieferhälfte sind nur zwei molare Zähne vorhanden. Die Anzahl der weiblichen Zitzen ist vier.

## Verbreitung und Lebensweise
Die Art hat mehrere kleine und disjunkte Populationen im nördlichen Neuguinea in Westneuguinea und in Papua-Neuguinea. Sie lebt in Gebirgen zwischen 1200 und 1700 Meter Höhe. Diese sind mit moosbewachsenen feuchten Wäldern bedeckt.
Die Große Bergmoosratte ist vorwiegend nachtaktiv, auch wenn ein Individuum am Nachmittag gefangen wurde. Vermutlich besteht die Nahrung aus Insekten und Würmern. Zum Fortpflanzungsverhalten gibt es keine Angaben.

## Gefährdung
Da die Wälder im Tiefland schon großflächig abgeholzt sind, wird befürchtet, dass in Zukunft auch Bergwälder gerodet werden. Zusätzlich werden die Tiere als Fleischquelle gejagt. Das gesamte Verbreitungsgebiet ist vermutlich nicht größer als 200 km². Die IUCN listet die Art als stark gefährdet (endangered).